# Jan Gryll z Gryllova (1568–1599)
Jan Gryll z Gryllova (11. února 1568 Rakovník – 1599 Rakovník) byl český humanistický básník.

## Život
Narodil se do rodiny rakovnického purkmistra Jana Grylla z Gryllova, který byl také literárně činný. Studoval u svého staršího bratra Matěje na lounské partikulární škole, poté na pražské univerzitě, kde roku 1591 získal bakalářský titul, poté začal učit na škole v Německém Brodě. V roce 1593, kdy již působil na malostranské škole u sv. Mikuláše, také mistrovský titul. Ještě v roce 1596 učil v Žatci, ale poté se vrátil do Rakovníka, oženil se a až do své časné smrti se živil prodejem sukna. Básnicky aktivní byl především během svých studií a učitelské dráhy. Kromě řady menších básní napsal zejména velkou skladbu o čtveru ročních období Quatuor anni totius partium descriptio (1596).
Zemřel roku 1599 v Rakovníku.